# Klishära Strömmen
Klishära Strömmen är en fjärd i Åland (Finland). Den ligger i den sydöstra delen av landskapet, 70 km öster om huvudstaden Mariehamn.